# Bonneville Power Administration

centrale électrique de la BPA

La Bonneville Power Administration (BPA) est une agence fédérale américaine basée à Portland. La BPA transporte et vend de l'électricité en gros dans l'État de Washington, d'Oregon, d'Idaho et l'Ouest du Montana.
La BPA a été créé par une loi du Congrès des États-Unis en 1937 pour gérer l'énergie hydroélectrique du barrage de Bonneville du fleuve Columbia et construire des installations nécessaires pour transporter cette énergie. Le Congrès a depuis désigné la BPA comme l'agence chargée de la commercialisation de l'énergie de l'ensemble des projets hydroélectriques appartenant au gouvernement fédéral dans la région Nord-Ouest Pacifique des États-Unis.
La BPA est hiérarchiquement dépendante du département de l'Énergie des États-Unis (DOE) mais elle s'autofinance et recouvre ses coûts en vendant ses produits et services.
En 1941, la BPA  embaucha le chanteur folk Woody Guthrie pour écrire des chansons pour un film documentaire de promotion de l'énergie hydroélectrique.